# Andorra-Finlândia em futebol
Histórico dos resultados dos confrontos de futebol entre Andorra e Finlândia:
| Data                  | Cidade                  | Jogo                | Resultado | Competição                             | Referências |
| 4 de setembro de 2004 | Tampere Finlândia       | Finlândia - Andorra | 3-0       | Eliminatórias da Copa do Mundo de 2006 | [ 1 ]       |
| 3 de setembro de 2005 | Andorra-a-Velha Andorra | Andorra - Finlândia | 0-0       | Eliminatórias da Copa do Mundo de 2006 | [ 2 ]       |

## Estatísticas
Até 8 de janeiro de 2019
| Casa | Fora | Total | Andorra- Finlândia | Total | Fora | Casa |
| ---- | ---- | ----- | ------------------ | ----- | ---- | ---- |
| 1    | 1    | 2     | Jogos              | 2     | 1    | 1    |
| 0    | 0    | 0     | Vitórias           | 1     | 0    | 1    |
| 1    | 0    | 1     | Empates            | 1     | 1    | 0    |
| 0    | 1    | 1     | Derrotas           | 0     | 0    | 0    |
| 0    | 0    | 0     | Golos marcados     | 3     | 0    | 3    |
| 3    | 0    | 3     | Golos sofridos     | 0     | 0    | 0    |